# Helicteres guazumifolia

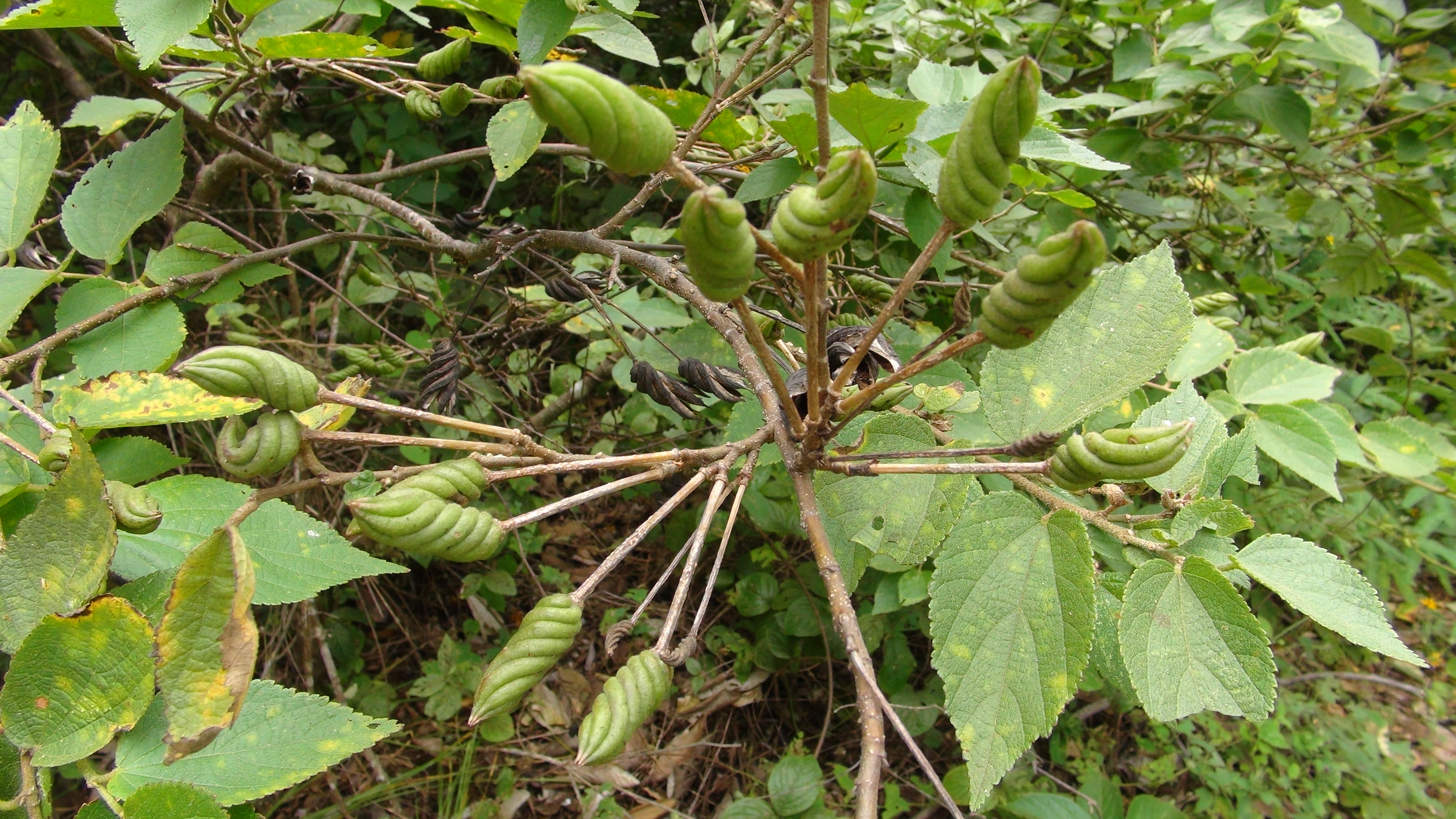
Cápsula espiralada

Helicteres guazumifolia es una especie de planta fanerógama de la familia Malvaceae.

## Descripción
Es un arbusto que alcanza un tamaño de 2 m de alto.  Hojas ovadas u ovales, a veces asimétricas, de 6.5 cm de largo y 3.5 cm de ancho, ápice agudo, base redondeada; pecíolo 0.8 cm de largo. Flores sub-zigomorfas, rectas, sin nectarios sobre el pedúnculo; cáliz tubular, algo inflado, 1.5–2.3 cm de largo y 0.4–0.7 cm de ancho, 5-dentado; pétalos espatulados, rojos; androginóforo recto, 2.5–3.5 cm de largo, con tricomas glandulares diminutos, dispersos. Cápsula espiralada, 1.8–4 cm de largo y 0.7–1 cm de ancho, negra.

## Distribución y hábitat
Es originaria de América austral y tropical donde habita lugares de clima cálido y semicálido entre los 40 y 850 m s. n. m. Planta silvestre, asociada a bosque tropical caducifolio y al bosque de encino.

## Propiedades
En México se emplea  como anticonceptivo en el Estado de Guerrero, para la esterilidad permanente en el Estado de Veracruz y para arrojar la placenta en Puebla. En Nayarit se utiliza el tallo sin hojas remojado un día completo y bebiéndolo en ayunas, para aliviar la disentería.

## Taxonomía
Helicteres guazumifolia fue descrita por Carl Sigismund Kunth y publicado en Nova Genera et Species Plantarum (quarto ed.) 5: 304. 1821[1822].
Sinonimia
- Helicteres biflora Sessé & Moc.
- Helicteres carpinifolia C.Presl
- Helicteres guazumifolia var. parvifolia K. Schum.
- Helicteres mexicana Kunth
- Helicteres retinophylla R.E.Fr.[3]

## Nombre común
En México: Coralillo o tornillo, guasimilla, panelita, pie de pájaro, torsalill.